# Сражение за Баликпапан (1942)
Сражение за Баликпапан (23—24 января 1942) — операция японских войск по захвату важного центра нефтяной промышленности Баликпапан на острове Калимантан в Голландской Ост-Индии.

## Предыстория
В декабре 1941 года части японской Южной группы армий высадились в принадлежавшей Великобритании северной части острова Калимантан, а 11—12 января 1942 года японский десант захватил остров Таракан, находящийся у северного входа в Макассарский пролив. 11—13 января с помощью воздушного и морского десантов японцами был захвачен порт Манадо на острове Сулавеси. Получив контроль над северным входом в Макассарский пролив, японцы смогли приступить к операции по захвату Баликпапана. Приказ на эту операцию адмирал Ибо Такахаси отдал 17 января.

## Ход событий
Перед выходом в море японцы направили в Баликпапан эмиссаров, которые потребовали от нидерландского коменданта города не наносить вреда нефтепромыслам, угрожая в противном случае репрессиями жителям города и пленным. Абсолютно верно истолковав ультиматум как информацию о приближении врага, комендант тут же отдал приказ об уничтожении нефтепромыслов, а нидерландское командование отправило авиацию и флот в Макассарский пролив.
21 января с острова Таракан вышло 16 японских транспортов, эскортируемых тремя сторожевыми кораблями; первым эшелоном шли два транспорта, эскортируемые двумя эсминцами. В ночь на 23 января первый эшелон был замечен американской подводной лодкой «Стерджен», которая атаковала его, но безрезультатно. Этим же вечером японский конвой был атакован нидерландскими самолётами, которые потопили транспорт «Нама-мару».
Через полчаса после нидерландской воздушной атаки, в 20 часов 23 января отряд японских тральщиков подошёл к месту планируемой стоянки транспортов, а в 21:30 началась высадка войск. Высадку прикрывало соединение контр-адмирала Сёдзи Нисимура: 4-я бригада эсминцев (9 кораблей), тральщики и один морской охотник. Высадка войск происходила на фоне пылающего города, однако клубы чёрного дыма от горящей нефти мешали обзору в наступающей темноте.
Получив информацию о продвижении японского конвоя, американский контр-адмирал Уильям Глассфорд вывел в море своё соединение, стоявшее на якоре в заливе Купанг в нидерландской части острова Тимор: крейсер «Марблхэд», крейсер «Бойс» и эсминцы: «Форд», «Поуп», «Паррот» и «Пол Джонс». «Бойс», пересекая пролив Сапе, ударился о подводный риф и не смог продолжать плавание. Глассфорд перенёс свой флаг на «Марблхэд» и пополнил его запасы горючим с «Бойса», а «Бойс» отправил на ремонт к южному берегу острова Ява.
В ночь с 23 на 24 января американское соединение подошло к месту стоянки японских транспортов. Японские суда прикрытия отошли на восток в поисках замеченной ранее нидерландской подводной лодки K XVIII, и американцы сумели в темноте проскочить к транспортам на дистанцию торпедного залпа, однако близкая дистанция и большая скорость не позволили им прицелиться, их единственной жертвой стал транспорт «Суманоура-мару» водоизмещением 3500 т. Взрыв торпеды у борта транспорта привёл японцев в замешательство: одни решили, что атакованы подводными лодками, другие поняли в чём дело, но в темноте не могли отличить друзей от врагов. На обратном пути американцы выпустили новую серию торпед, и потопили транспорты «Тацуками-мару» и «Курэтакэ-мару», а также патрульное судно № 37 водоизмещением 750 т, принятое ими в темноте за эсминец. В это время японцы уже вели ожесточённый огонь, и американское соединение предпочло выйти из боя.
Несмотря на тактический успех американских кораблей, особого влияния на ход событий он не оказал: большинство японских войск уже находилось на берегу, на дно ушла лишь некоторая часть оборудования и припасов, которые не успели выгрузить. Японские войска, не встречая сопротивления, заняли аэродром, и стали медленно продвигаться к городу — нидерландцы успели уничтожить мосты. 25 января японцы вступили в Баликпапан — нидерландский гарнизон отступил без боя.

## Итоги и последствия
Захватив Баликпапан, японцы окружили нидерландские войска, ещё оборонявшие Самаринду, и двинулись по суше на Банджармасин, который был захвачен без боя 10 февраля.